# Aéroport de Saragosse
Pour les articles homonymes, voir Saragosse (homonymie).
L'aéroport de Saragosse est l'aéroport de la ville de Saragosse en Espagne, et est situé à 16 km de la ville.

## Historique

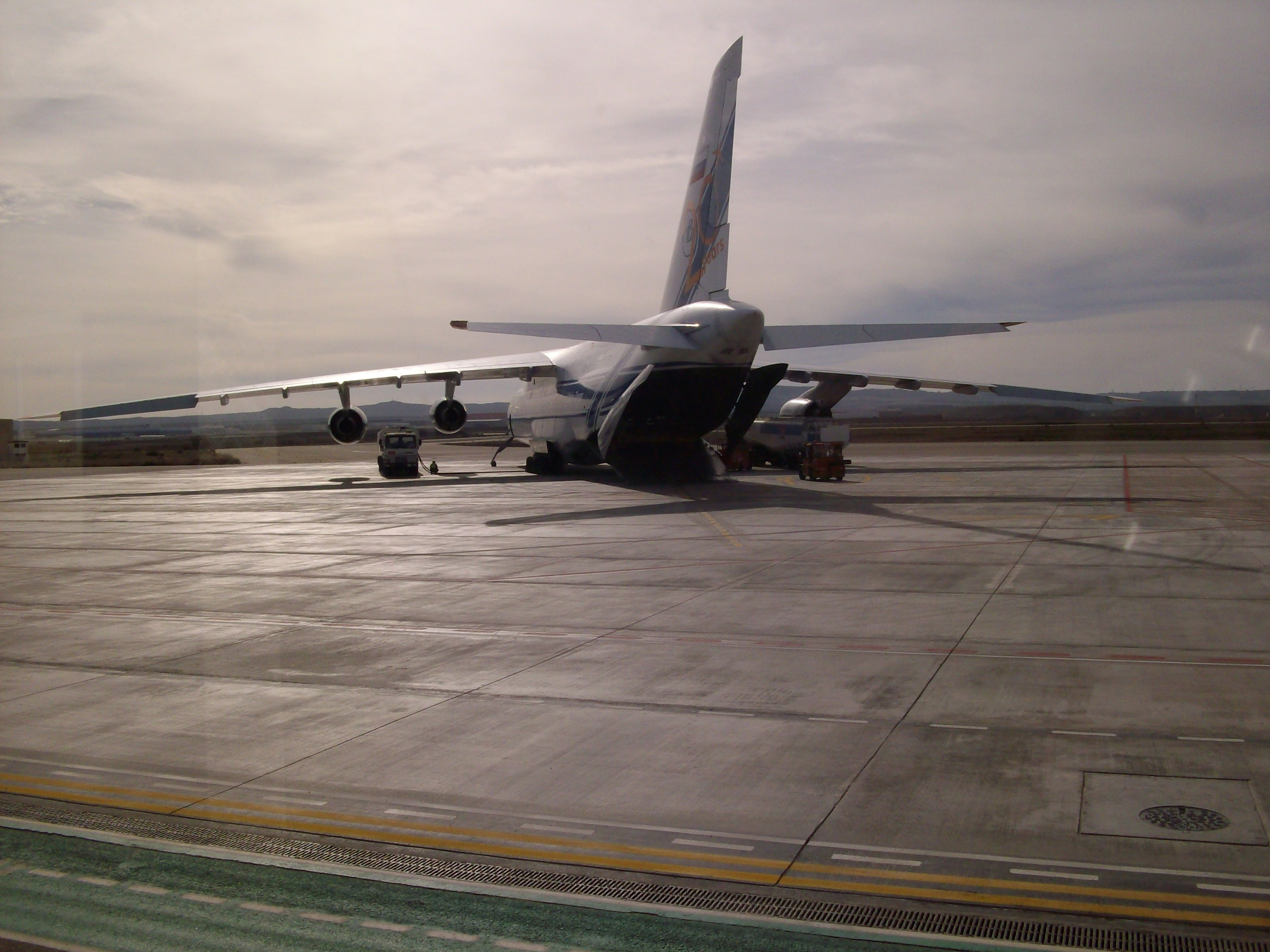
Un Antonov 124 de la Volga-Dnepr Airlines affrété par la France, à Saragosse le 29 janvier 2013.

Les travaux de construction de l'aéroport ont commencé en septembre 1954, en agrandissement et en améliorant une base de l'Armée de l'Air espagnole qui se trouvait à cet endroit.
En mars 2008, lors de l'Exposition internationale Zaragoza, a été inuaguré un nouveau terminal d'une capacité d'un million de passagers par an, mais est extensible à un million et demi.

## Compagnies aériennes et destinations
| Compagnies      | Destinations |
| --------------- | --- |
| Binter Canarias | Las Palmas/Gran Canaria, Ténériffe-Nord |
| Iberia          | En saison: Ibiza, Las Palmas/Gran Canaria, Minorque-Mahón |
| Ryanair         | - Bergame-Orio al Serio, - Charleroi Bruxelles-Sud, - Lisbonne-H. Delgado, - Londres-Stansted, - Marrakech-Ménara, - Palma de Majorque, - Paris-Beauvais, - Saint-Jacques-de-Compostelle En saison: Bologne-Borgo Panigale, Trévise-Sant'Angelo |
| Volotea         | En saison: Minorque-Mahón |
| Vueling         | Las Palmas/Gran Canaria, Palma de Majorque, Paris-Orly, Ténériffe-Nord En saison: Lanzarote-Arrecife |
| Wizz Air        | Bucarest-H. Coandă, Cluj-Napoca |

Actualisé le 17/04/2023

### Cargo
| Compagnies              | Destinations |
| ----------------------- | --- |
| AirBridgeCargo Airlines | Moscou Chérémétiévo |
| Air China Cargo         | Amsterdam, Shanghai-Pudong, Tianjin Binhai                                                                                    |
| ASL Airlines Belgium    | Liège-Bierset |
| Atlas Air               | Mexico-B. Juárez, Miami, Zhengzhou                                                                                            |
| Avianca Cargo           | Amsterdam, Bogota-El Dorado, Miami                                                                                            |
| Cargolux                | Luxembourg-Findel, Zhengzhou                                                                                                  |
| China Cargo Airlines    | Amsterdam, Shanghai-Pudong |
| Emirates SkyCargo       | Amsterdam, Dubaï Al Maktoum, Los Angeles, Mexico-B. Juárez, Quito-M. Sucre                                                    |
| Ethiopian Cargo         | Bogota-El Dorado, Canton-Baiyun, Liège-Bierset, Los Angeles, Mexico-B. Juárez, Miami, New York-John F. Kennedy                |
| Qatar Airways Cargo     | Beyrouth-Rafic Hariri, Chicago-O'Hare, Doha-Hamad, Los Angeles, Luxembourg-Findel, Mexico-B. Juárez, New York-John F. Kennedy |
| Saudia Cargo            | Manama-Bahreïn, Dammam-roi Fahd, Riyad-roi Khaled                                                                             |

## Statistiques
Le graphique qui aurait dû être présenté ici ne peut pas être affiché car il utilise l'ancienne extension Graph, désactivée pour des questions de sécurité. Des indications pour créer un nouveau graphique avec la nouvelle extension Chart sont disponibles ici.

Voir la requête brute et les sources sur Wikidata.
| Années | Passagers        | Mouvements      | Cargo (en tonnes) |
| ------ | ---------------- | --------------- | ----------------- |
| 2008   | 594,952 (+16.2%) | 14,584 (-1.2%)  | 21,439 (+6.4%)    |
| 2009   | 528,313 (-11.2%) | 12,746 (-12.6%) | 36,936 (+72.3%)   |
| 2010   | 605,912 (+14.7%) | 12,711 (-0.3%)  | 42,545 (+15.3%)   |
| 2011   | 751,097 (+24.0%) | 11,970 (-5.9%)  | 48,609 (+14.3%)   |
| 2012   | 551,406 (-26.6%) | 9,268 (-22.6%)  | 71,094 (+46.1%)   |
| 2013   | 457,284 (-17.1%) | 7,597 (-18.3%)  | 71,661 (+0.7%)    |
| 2014   | 418,576 (-8.5%)  | 7,039 (-7.3%)   | 86,311 (+20.4%)   |
| 2015   | 423,873 (+1,3%)  | 7,050 (+0,1%)   | 85,741 (-0,8%)    |
| 2016   | 419,529 (-1,0%)  | 7,269 (+3,1%)   | 110,564 (+29,0%)  |
| 2017   | 438,035 (+4.4%)  | 7,965 (+9.6%)   | 142,185 (+29.1%)  |
| 2018   | 489,064 (+11.6%) | 8,991 (+12.9%)  | 166,834 (+17.3%)  |
| 2019   | 467,774 (-4.4%)  | 8,770 (-2.5%)   | 182,659 (+9.5%)   |

## Infrastructures et équipements
Terminal d'une capacité d'un million de passagers par an, mais est extensible à un million et demi.